# Margarida Rosa da Silva Izata
Margarida Rosa da Silva Izata (10 de julho de 1958) é uma embaixadora de Angola nas Nações Unidas.

## Vida
Izata nasceu em 1958 e estudou economia em Bucareste, seguido de um mestrado em 2004 na Universidade Ignatius-Sofia em prevenção e resolução de conflitos.
Foi nomeada embaixadora pelo Presidente João Lourenço que despediu nove embaixadores do seu país, entre os quais Apolinário Jorge Correia que tinha sido embaixador da ONU.
Ela apresentou os seus documentos oficiais em Genebra para se identificar como embaixadora de Angola nas Nações Unidas em maio de 2018.  No mesmo mês, Angola foi convidada a apresentar os seus progressos na Convenção sobre os Direitos da Criança. Ruth Madalena Mixinge apresentou o relatório e Izata compareceu para responder as questões. O progresso de Angola foi notado, mas muitos problemas com os jovens persistiram, como, por exemplo, o trabalho infantil em minas de diamantes.

## Vida pessoal
Em 2018 casou-se e tem três filhos.